# Morti l'8 luglio
| Questa pagina contiene informazioni ricavate automaticamente dalle voci biografiche con l'ausilio del template Bio e di un bot. L'aggiornamento è periodico e automatico e ricostruisce completamente la pagina. Se manca una persona in questa lista, sei pregato di non aggiungerla, ma accertati piuttosto che la sua voce biografica contenga il template Bio e che i dati anagrafici siano correttamente compilati. Se il template Bio manca, inseriscilo tu stesso o, in alternativa, metti l'avviso {{tmp\|Bio}} che ne segnala la mancanza. Se i dati riportati sono sbagliati, correggi direttamente la voce biografica; le modifiche saranno visibili in questa lista entro pochi giorni. Per chiarimenti vedi il progetto biografie. La lista contiene solo le 444 persone che sono citate nell'enciclopedia e per le quali è stato implementato correttamente il template Bio. Pagina aggiornata al 29 lug 2025. |

## IV secolo(1)
- 303 - Procopio di Scitopoli, santo romano

## IX secolo(1)
- 810 - Pipino d'Italia, re franco

## X secolo(3)
- 975 - Edgardo I d'Inghilterra, re
- 981 - Ramiro Garcés di Viguera, principe
- 994 - Riccarda di Sualafeldgau, nobile austriaca

## XII secolo(5)
- 1113 - Zbigniew di Polonia, sovrano polacco (n. 1070)
- 1115 - Pietro l'eremita, francese
- 1153 - Papa Eugenio III, papa, abate e beato italiano
- 1180 - Alberto da Genova, religioso italiano
- 1184 - Ottone I di Brandeburgo, nobile tedesco (n. 1128)

## XIII secolo(3)
- 1247 - Mōri Suemitsu, militare giapponese (n. 1202)
- 1253 - Tebaldo I di Navarra, re (n. 1201)
- 1273 - Anno von Sangershausen

## XIV secolo(2)
- 1325 - Ismaʿil I di Granada, sultano (n. 1279)
- 1390 - Alberto di Sassonia, filosofo e vescovo cattolico tedesco (n. 1316)

## XV secolo(9)
- 1405 - Marco Solari, scultore, architetto e ingegnere svizzero
- 1415 - Jean Flandrin, vescovo e cardinale francese
- 1422 - Michela di Valois, francese (n. 1395)
- 1444 - Pier Paolo Vergerio il vecchio, umanista e pedagogista italiano (n. 1370)
- 1449 - Guido Torelli, nobile e condottiero italiano (n. 1379)
- 1487 - Paolo Antonio Trotti, nobile e diplomatico italiano
- 1493 - Benedetto degli Alessandri, nobile e politico italiano (n. 1424)
- 1494 - Niccolò Pallavicino, condottiero italiano
- 1496 - Benedetto Bonfigli, pittore italiano (n. 1420)

## XVI secolo(8)
- 1521 - Jorge Álvares, esploratore portoghese
- 1532 - Andrea Briosco, scultore italiano (n. 1470)
- 1538 - Diego de Almagro, condottiero spagnolo
- 1560 - Chōsokabe Kunichika, militare giapponese (n. 1503)
- 1576 - Gian Lorenzo Pappacoda, nobile e politico italiano (n. 1541)
- 1583 - Fernão Mendes Pinto, esploratore e scrittore portoghese
- 1589 - Ludolph Schrader, giurista tedesco (n. 1531)
- 1597 - Luís Fróis, gesuita, missionario e iamatologo portoghese (n. 1532)

## XVII secolo(14)
- 1609 - Ludovico III de Torres, cardinale e arcivescovo cattolico italiano (n. 1551)
- 1617 - Leonora Dori Galigai, nobildonna italiana (n. 1568)
- 1623 - Papa Gregorio XV, papa, arcivescovo cattolico e cardinale italiano (n. 1554)
- 1629 - Girolamo Borsieri, poeta, scrittore e presbitero italiano (n. 1588)
- 1632 - Pedro de Brizuela, architetto spagnolo (n. 1575)
- 1633 - Giovanni II di Merode, generale tedesco
- 1634 - Giulio Cesare Capaccio, teologo, storico e poeta italiano (n. 1550)
- 1641 - Balthasar I Moretus, tipografo e editore fiammingo (n. 1574)
- 1651 - Carlotta di Essart, nobile francese (n. 1580)
- 1658 - Date Hidemune, militare giapponese (n. 1591)
- 1664 - Giovanni Pellei, vescovo cattolico italiano
- 1684 - Michele Fabris, scultore ungherese (n. 1644)
- 1693 - François Duchesne, storico francese (n. 1616)
- 1695 - Christiaan Huygens, matematico, astronomo e fisico olandese (n. 1629)

## XVIII secolo(19)
- 1704 - Hermann Otto von Limburg-Stirum, generale tedesco (n. 1646)
- 1710 - Jean Donneau de Visé, drammaturgo, giornalista e critico teatrale francese (n. 1638)
- 1721 - Elihu Yale, statunitense (n. 1649)
- 1726 - Antonio Maria Bononcini, violoncellista e compositore italiano (n. 1677)
- 1732 - Antonio Blasi, militare italiano (n. 1646)
- 1738 - Jean-Pierre Niceron, scrittore francese (n. 1685)
- 1739 - Carlo Colonna, cardinale italiano (n. 1665)
- 1740 - Pierre Vigne, presbitero francese (n. 1670)
- 1741 - Pietro Paltronieri, pittore italiano (n. 1673)
- 1745 - Gundakar Thomas von Starhemberg, economista e politico austriaco (n. 1663)
- 1756 - Federico Bencovich, pittore dalmata (n. 1677)
- 1766 - Vittoria Francesca di Savoia, nobile italiana (n. 1690)
- 1773 - Francis Greville, I conte di Warwick, nobile, militare e politico inglese (n. 1719)
- 1779 - Robert Bertie, IV duca di Ancaster e Kesteven, nobile e militare britannico (n. 1756)
- 1784 - Torbern Olof Bergman, chimico e mineralogista svedese (n. 1735)
- 1794 - Richard Mique, architetto francese (n. 1728)
- 1796 - Adam Naruszewicz, vescovo cattolico, storico e poeta polacco (n. 1733)
- 1797 - Tommaso Maurizio Richeri, giurista italiano (n. 1733)
- 1798 - Bonifacio De Luca, poeta italiano (n. 1727)

## XIX secolo(52)
- 1803 - Francesco Casanova, pittore italiano (n. 1727)
- 1803 - Frederick Hervey, IV conte di Bristol, vescovo anglicano e nobile britannico (n. 1730)
- 1808 - Friedrich Kasimir Medikus, botanico e fisico tedesco (n. 1736)
- 1817 - George Ponsonby, avvocato e politico britannico (n. 1755)
- 1822 - Percy Bysshe Shelley, poeta britannico (n. 1792)
- 1823 - Christian Friedrich Ludwig, naturalista e medico tedesco (n. 1757)
- 1823 - Henry Raeburn, pittore britannico (n. 1756)
- 1824 - Francesco Maresca, architetto italiano (n. 1757)
- 1824 - Kamāmalu delle Hawaii, principessa statunitense (n. 1802)
- 1827 - Robert Surcouf, corsaro francese (n. 1773)
- 1829 - Emanuele Custo, vescovo cattolico italiano (n. 1765)
- 1834 - Antonio Maria Frosini, cardinale italiano (n. 1751)
- 1835 - Alessandro Sclopis di Salerano, letterato italiano (n. 1762)
- 1837 - Emilio Roberti di Castelvero, generale italiano (n. 1781)
- 1839 - Milan Obrenović II di Serbia, sovrano serbo (n. 1819)
- 1840 - Giannantonio Moschini, letterato e storico dell'arte italiano (n. 1773)
- 1842 - Louis de Folleville, politico e magistrato francese (n. 1765)
- 1850 - Adolfo, duca di Cambridge, nobile britannico (n. 1774)
- 1852 - Baldassarre Audiberti, religioso francese (n. 1761)
- 1853 - Carlo Federico di Sassonia-Weimar-Eisenach, sovrano tedesco (n. 1783)
- 1853 - Ernst Friedrich Germar, entomologo e mineralogista tedesco (n. 1786)
- 1854 - Franz Joseph von Dietrichstein, generale austriaco (n. 1767)
- 1859 - Oscar I di Svezia, sovrano francese (n. 1799)
- 1863 - William Hamilton, XI duca di Hamilton, nobile scozzese (n. 1811)
- 1863 - Francis Patrick Kenrick, arcivescovo cattolico irlandese (n. 1796)
- 1869 - Filippo Manci, patriota italiano (n. 1836)
- 1871 - Raffaele Marchesi, presbitero, insegnante e scrittore italiano (n. 1810)
- 1873 - Franz Xaver Winterhalter, pittore e litografo tedesco (n. 1805)
- 1874 - Vincenzo Ciccolo Rinaldi, vescovo cattolico italiano (n. 1801)
- 1875 - Frank P. Blair Jr., generale e politico statunitense (n. 1821)
- 1875 - John Elliot Cairnes, economista irlandese (n. 1823)
- 1876 - Josef Dessauer, compositore e pianista austriaco (n. 1798)
- 1877 - Filippo de Angelis, cardinale e arcivescovo cattolico italiano (n. 1792)
- 1878 - Gabriele Colonna di Cesarò, politico italiano (n. 1841)
- 1880 - Humbert Jaillet de Saint-Cergues, politico francese (n. 1803)
- 1882 - Phiz, illustratore britannico (n. 1815)
- 1885 - Ferdinand von Mensshengen, diplomatico austriaco (n. 1801)
- 1886 - Vera Fëdorovna Gagarina, nobildonna russa (n. 1790)
- 1886 - Joseph Hippolyte Guibert, cardinale, arcivescovo cattolico e religioso francese (n. 1802)
- 1887 - Alceste De Lollis, educatore e letterato italiano (n. 1820)
- 1887 - Ashley Eden, diplomatico britannico (n. 1831)
- 1889 - Walter Montgomerie Neilson, ingegnere scozzese (n. 1819)
- 1890 - Mauro Wolter, presbitero tedesco (n. 1825)
- 1892 - Francesco Battaglini, cardinale e arcivescovo cattolico italiano (n. 1823)
- 1893 - Abraham K. Allison, politico statunitense (n. 1810)
- 1895 - Alessandro Busi, compositore, direttore d'orchestra e pedagogo italiano (n. 1833)
- 1895 - Johann Josef Loschmidt, fisico austriaco (n. 1821)
- 1895 - Nicola de Simone, vescovo cattolico e teologo italiano (n. 1820)
- 1898 - Soapy Smith, truffatore statunitense (n. 1860)
- 1898 - Francesco Trombetta, chirurgo italiano (n. 1843)
- 1899 - Costantino Ressman, diplomatico, politico e antiquario italiano (n. 1832)
- 1900 - Humaid II bin Rashid Al Nuaimi, politico emiratino

## XX secolo(210)
- 1901 - Francesco Azzurri, architetto italiano (n. 1827)
- 1906 - Matías Moreno González, pittore e scultore spagnolo (n. 1840)
- 1907 - Sophus Bugge, filologo e linguista norvegese (n. 1833)
- 1910 - Alexander Burgener, alpinista svizzero (n. 1845)
- 1910 - Emilio Usiglio, compositore e direttore d'orchestra italiano (n. 1841)
- 1912 - Robert Barrett Browning, pittore e scultore britannico (n. 1849)
- 1912 - Ferdinando Cesaroni, imprenditore e politico italiano (n. 1836)
- 1913 - Louis Hémon, scrittore francese (n. 1880)
- 1916 - Augustin Cochin, storico e sociologo francese (n. 1876)
- 1916 - Friedrich von Ilberg, militare tedesco (n. 1858)
- 1917 - Tom Thomson, pittore canadese (n. 1877)
- 1918 - Arthur Claydon, militare e aviatore britannico (n. 1885)
- 1918 - Umberto Fadini, generale italiano (n. 1862)
- 1918 - Eusebi Güell, imprenditore e politico spagnolo (n. 1846)
- 1919 - John Fox Jr., giornalista e scrittore statunitense (n. 1862)
- 1919 - Dmytro Vitovs'kyj, militare e politico ucraino (n. 1887)
- 1920 - Henry Adams Thompson, politico statunitense (n. 1837)
- 1922 - Geoffrey Barton, generale inglese (n. 1844)
- 1922 - Ferdinand Keller, pittore tedesco (n. 1842)
- 1922 - Karl Vollmöller, filologo tedesco (n. 1848)
- 1922 - Muhammad V al-Nasir, sovrano tunisino (n. 1855)
- 1923 - Ubaldo Mazzini, storico e giornalista italiano (n. 1868)
- 1923 - Frank Mason Robinson, statunitense (n. 1845)
- 1925 - Clarence H. White, fotografo e insegnante statunitense (n. 1871)
- 1926 - Osip Vasil'evič Aptekman, scrittore e rivoluzionario russo (n. 1849)
- 1927 - Max Hoffmann, generale e diplomatico tedesco (n. 1869)
- 1928 - Erich Adickes, filosofo tedesco (n. 1866)
- 1928 - Crystal Eastman, avvocatessa, giornalista e attivista statunitense (n. 1881)
- 1929 - Il'ja Semënovič Ostrouchov, pittore russo (n. 1858)
- 1930 - Angelo Conti, scrittore, storico dell'arte e filosofo italiano (n. 1860)
- 1930 - Augusto Mastripietri, attore italiano (n. 1846)
- 1930 - Josef Felix Pompeckj, paleontologo e geologo tedesco (n. 1867)
- 1930 - Joseph Ward, politico neozelandese (n. 1856)
- 1932 - Leopold Baumhorn, architetto ungherese (n. 1860)
- 1934 - Benjamin Baillaud, astronomo francese (n. 1848)
- 1935 - Giovanni Francica Nava, imprenditore, politico e nobile italiano (n. 1847)
- 1935 - Ignat Herrmann, scrittore ceco (n. 1854)
- 1935 - Guy Nickalls, canottiere britannico (n. 1866)
- 1936 - Thomas Meighan, attore statunitense (n. 1879)
- 1937 - Diana Abgar, scrittrice e filantropa armena (n. 1859)
- 1937 - Aksel Bakunts, scrittore, traduttore e sceneggiatore armeno (n. 1899)
- 1938 - Romolo Briglia, militare italiano (n. 1912)
- 1938 - Gustav Pauli, storico dell'arte tedesco (n. 1866)
- 1939 - Havelock Ellis, medico, psicologo e scrittore britannico (n. 1859)
- 1940 - Goffredo Franchini, militare e aviatore italiano (n. 1909)
- 1941 - Tommaso Coccione, musicista, fisarmonicista e compositore italiano (n. 1905)
- 1941 - Philippe Gaubert, flautista, direttore d'orchestra e compositore francese (n. 1879)
- 1941 - Rolf Maartmann, calciatore norvegese (n. 1887)
- 1941 - Agnes Straub, attrice tedesca (n. 1890)
- 1942 - Joseph A. Golden, regista e sceneggiatore statunitense (n. 1897)
- 1942 - Francesco Pecchiari, militare e aviatore italiano (n. 1916)
- 1942 - Refik Saydam, politico turco (n. 1881)
- 1943 - Jean Moulin, militare e partigiano francese (n. 1899)
- 1943 - Elli Smula, tedesca (n. 1914)
- 1944 - Umberto Bardelli, ufficiale italiano (n. 1908)
- 1944 - Nikolaj Bujanov, militare e partigiano sovietico (n. 1925)
- 1944 - Terzilio Cardinali, militare e partigiano italiano (n. 1913)
- 1944 - Arnaldo Guerrini, antifascista italiano (n. 1894)
- 1944 - Alexander Martinek, calciatore tedesco (n. 1919)
- 1944 - George B. Seitz, regista, attore e sceneggiatore statunitense (n. 1888)
- 1945 - Germano Baron, partigiano e militare italiano (n. 1922)
- 1946 - Aleksandr Vasil'evič Aleksandrov, compositore sovietico (n. 1883)
- 1946 - Józef Mehoffer, artista, pittore e decoratore polacco (n. 1869)
- 1948 - Luigi Magnotti, ciclista su strada italiano (n. 1895)
- 1948 - George Mehnert, lottatore statunitense (n. 1881)
- 1949 - Harold Knerr, fumettista statunitense (n. 1882)
- 1949 - Riccardo Pick-Mangiagalli, pianista e compositore boemo (n. 1882)
- 1949 - Antun Saade, politico e filosofo libanese (n. 1904)
- 1950 - Helen Holmes, attrice e sceneggiatrice statunitense (n. 1893)
- 1950 - Paolo Medolaghi, matematico e politico italiano (n. 1873)
- 1950 - Siti binti Saad, cantante tanzaniana (n. 1880)
- 1950 - Othmar Spann, filosofo, sociologo e economista austriaco (n. 1878)
- 1950 - Walter White, calciatore britannico (n. 1882)
- 1951 - Willy Gervin, pistard danese (n. 1903)
- 1952 - Mosè Ricci, politico italiano (n. 1884)
- 1953 - Rosario Cacopardo, politico italiano (n. 1903)
- 1953 - Gordon Thomson, canottiere britannico (n. 1884)
- 1954 - Zhang Shichuan, regista, produttore cinematografico e imprenditore cinese (n. 1890)
- 1955 - Maurice Roche, IV barone Fermoy, politico irlandese (n. 1885)
- 1955 - Paul McAllister, attore e sceneggiatore statunitense (n. 1875)
- 1956 - Giovanni Papini, scrittore, poeta e saggista italiano (n. 1881)
- 1956 - Panagiōtīs Paraskeuopoulos, discobolo e pesista greco (n. 1875)
- 1957 - Grace Anna Coolidge, first lady statunitense (n. 1879)
- 1957 - Constance Grosvenor, nobildonna inglese (n. 1875)
- 1958 - Yosep VII Ghanima, vescovo cattolico e patriarca cattolico iracheno (n. 1881)
- 1958 - Miroslav Havel, compositore di scacchi cecoslovacco (n. 1881)
- 1960 - Ángel Cabrera, zoologo spagnolo (n. 1879)
- 1960 - Evangeline French, missionaria britannica (n. 1869)
- 1960 - Werner Meyer-Eppler, fisico belga (n. 1913)
- 1960 - Salvatore Novembre, operaio italiano (n. 1940)
- 1962 - Gabriella Besanzoni, contralto e mezzosoprano italiano (n. 1890)
- 1962 - Caroline Frances Cooke, attrice e sceneggiatrice statunitense (n. 1875)
- 1963 - Salvatore Bruno, politico italiano (n. 1917)
- 1963 - Tintino Persio Rasi, anarchico, giornalista e poeta italiano (n. 1893)
- 1964 - Norway Jackes, canottiere canadese (n. 1881)
- 1964 - Maria Veronica del Santissimo Sacramento, religiosa italiana (n. 1896)
- 1964 - Max Parker, scenografo statunitense (n. 1882)
- 1965 - Ichirō Kōno, politico giapponese (n. 1898)
- 1965 - Thomas Sigismund Stribling, scrittore statunitense (n. 1881)
- 1966 - Horst Fischer, medico, militare e criminale di guerra tedesco (n. 1912)
- 1966 - Leopold Heinrich Fugger von Babenhausen, nobile e generale tedesco (n. 1893)
- 1967 - Carl Kempe, tennista svedese (n. 1884)
- 1967 - Vivien Leigh, attrice britannica (n. 1913)
- 1968 - Ernesto Fassio, imprenditore e armatore italiano (n. 1893)
- 1968 - Frank Lackteen, attore statunitense (n. 1897)
- 1968 - Désiré Mérchez, nuotatore e pallanuotista francese (n. 1882)
- 1968 - Otto Niemand, ginnasta e multiplista statunitense (n. 1884)
- 1968 - Rebecca Salsbury James, pittrice statunitense (n. 1891)
- 1969 - Filipp Sergeevič Oktjabr'skij, ammiraglio sovietico (n. 1899)
- 1969 - Red Rolfe, giocatore di baseball, allenatore di baseball e allenatore di pallacanestro statunitense (n. 1908)
- 1971 - Kurt Reidemeister, matematico tedesco (n. 1893)
- 1972 - Ghassan Kanafani, scrittore, giornalista e attivista palestinese (n. 1936)
- 1973 - Sebastiano Carta, pittore e poeta italiano (n. 1913)
- 1973 - Gene L. Coon, sceneggiatore e produttore televisivo statunitense (n. 1924)
- 1973 - Harry Edward, velocista britannico (n. 1898)
- 1974 - Pietro Campilli, politico italiano (n. 1891)
- 1974 - Willy Eisenschitz, pittore francese (n. 1889)
- 1974 - Josef Kratochvíl, allenatore di calcio e calciatore cecoslovacco (n. 1905)
- 1975 - Stanislas Bober, ciclista su strada francese (n. 1930)
- 1975 - Luigi Enrico Ferro, violinista italiano (n. 1903)
- 1975 - Vito Frazzi, musicista italiano (n. 1888)
- 1975 - Annamaria Mantini, terrorista italiana (n. 1953)
- 1975 - Georg N. Koskinas, psichiatra e neurologo greco (n. 1885)
- 1975 - Mario Righetti, abate italiano (n. 1882)
- 1975 - Raffaele Scorzoni, arbitro di calcio italiano (n. 1902)
- 1975 - Lennart Skoglund, calciatore svedese (n. 1929)
- 1976 - S. H. Foulkes, medico, psicologo e psicoanalista tedesco (n. 1898)
- 1976 - Gaston-Marie Jacquier, vescovo cattolico francese (n. 1904)
- 1978 - Osman Lins, scrittore brasiliano (n. 1924)
- 1979 - Tommaso Landolfi, scrittore, poeta e traduttore italiano (n. 1908)
- 1979 - Shin'ichirō Tomonaga, fisico giapponese (n. 1906)
- 1979 - Michael Wilding, attore britannico (n. 1912)
- 1979 - Robert Burns Woodward, chimico statunitense (n. 1917)
- 1980 - Rudolf Creutz, generale austriaco (n. 1896)
- 1980 - Hans-Joachim Schoeps, storico e filosofo tedesco (n. 1909)
- 1980 - Sister Gertrude Morgan, pittrice, musicista e predicatrice statunitense (n. 1900)
- 1981 - Jim Armstrong, lottatore, rugbista a 13 e allenatore di rugby a 13 australiano (n. 1917)
- 1981 - Joe McDonnell, attivista britannico (n. 1951)
- 1982 - Sergio Antonielli, scrittore, critico letterario e italianista italiano (n. 1920)
- 1982 - Gunnar Eriksson, fondista svedese (n. 1921)
- 1982 - Virginia Hall, militare statunitense (n. 1906)
- 1982 - Isa Miranda, attrice italiana (n. 1905)
- 1982 - Albert White, tuffatore statunitense (n. 1895)
- 1984 - Franz Fühmann, scrittore tedesco (n. 1922)
- 1984 - Giovanni Galasso, ingegnere italiano (n. 1897)
- 1984 - Brassaï, fotografo ungherese (n. 1899)
- 1984 - José Humberto Quintero Parra, cardinale e arcivescovo cattolico venezuelano (n. 1902)
- 1984 - Claudio Sánchez-Albornoz, storico e arabista spagnolo (n. 1893)
- 1985 - Wim Addicks, calciatore olandese (n. 1896)
- 1985 - Pierino Ferioli, ciclista su strada italiano (n. 1905)
- 1985 - Frank Hampson, illustratore e fumettista britannico (n. 1918)
- 1985 - Simon Kuznets, economista russo (n. 1901)
- 1985 - Jean-Paul Le Chanois, regista e sceneggiatore francese (n. 1909)
- 1985 - Victor Rendina, attore statunitense (n. 1916)
- 1986 - Paolo Marcello Brignoli, aracnologo italiano (n. 1942)
- 1986 - Giansiro Ferrata, critico letterario e scrittore italiano (n. 1907)
- 1986 - Otto Imhof, calciatore svizzero (n. 1904)
- 1986 - Hyman Rickover, ammiraglio e medico statunitense (n. 1900)
- 1987 - Gerardo Diego, poeta e scrittore spagnolo (n. 1896)
- 1987 - Torquato Rossini, dirigente sportivo e calciatore italiano (n. 1897)
- 1987 - Franjo Wölfl, allenatore di calcio e calciatore jugoslavo (n. 1918)
- 1988 - Ray Barbuti, velocista statunitense (n. 1905)
- 1988 - Marcello Del Bello, tennista italiano (n. 1921)
- 1988 - Francesco Marenghi, politico italiano (n. 1904)
- 1990 - Howard Duff, attore statunitense (n. 1913)
- 1990 - Ugo Starace, calciatore e allenatore di calcio italiano (n. 1912)
- 1990 - Jean de Marco, scultore italiano (n. 1898)
- 1991 - James Franciscus, attore statunitense (n. 1934)
- 1991 - Sigvald Bernhard Refsum, neurologo norvegese (n. 1907)
- 1992 - Giacomo Conti, bobbista italiano (n. 1918)
- 1992 - Vernon Smith, cestista statunitense (n. 1959)
- 1992 - Zoltán Soós-Ruszka Hradetzky, tiratore a segno ungherese (n. 1902)
- 1993 - Charles Adkins, pugile statunitense (n. 1932)
- 1993 - Giorgio Braccialarghe, antifascista, partigiano e diplomatico italiano (n. 1911)
- 1993 - Henry Hazlitt, economista statunitense (n. 1894)
- 1994 - Angelo Farina, allenatore di calcio, calciatore e dirigente sportivo italiano (n. 1905)
- 1994 - Kim Il-sung, rivoluzionario e politico nordcoreano (n. 1912)
- 1994 - Christian-Jaque, regista francese (n. 1904)
- 1994 - Dick Sargent, attore statunitense (n. 1930)
- 1995 - Brijendra Singh, indiano (n. 1918)
- 1995 - Mario Casacci, sceneggiatore italiano (n. 1920)
- 1995 - Edmondo Fabbri, allenatore di calcio e calciatore italiano (n. 1921)
- 1995 - Andrea Giovene, scrittore italiano (n. 1904)
- 1995 - Pál Kovács, schermidore ungherese (n. 1912)
- 1996 - Alberto Leopoldo di Baviera, principe tedesco (n. 1905)
- 1996 - Paolo Biscaretti di Ruffia, costituzionalista italiano (n. 1912)
- 1996 - Mario Camorani, compositore di scacchi italiano (n. 1912)
- 1996 - Adelheid Duvanel, scrittrice e pittrice svizzera (n. 1936)
- 1996 - Eugenio Moresco, scrittore italiano (n. 1917)
- 1996 - Luis Manuel Rodríguez, pugile cubano (n. 1937)
- 1997 - Dick van Dijk, calciatore olandese (n. 1946)
- 1997 - Fede Arnaud, sceneggiatrice e direttrice del doppiaggio italiana (n. 1920)
- 1997 - Eriprando Poggipollini, arbitro di calcio italiano (n. 1908)
- 1997 - Anatolij Šul'ženko, calciatore sovietico (n. 1945)
- 1998 - Lilí de Álvarez, tennista, giornalista e scrittrice spagnola (n. 1905)
- 1998 - Albino Garzetti, storico italiano (n. 1914)
- 1999 - Ángel Lulio Cabrera, botanico spagnolo (n. 1908)
- 1999 - Adolf Christian, ciclista su strada austriaco (n. 1934)
- 1999 - Charles Conrad, astronauta statunitense (n. 1930)
- 1999 - Frank Lubin, cestista e allenatore di pallacanestro statunitense (n. 1910)
- 1999 - Paolo Poduje, militare e partigiano italiano (n. 1915)
- 1999 - Mario Ramous, poeta, traduttore e saggista italiano (n. 1924)
- 1999 - William Rarita, fisico statunitense (n. 1907)
- 1999 - Elemér Terták, pattinatore artistico su ghiaccio ungherese (n. 1918)
- 1999 - Shafiq Wazzan, politico libanese (n. 1925)
- 2000 - FM-2030, scrittore, filosofo e cestista iraniano (n. 1930)
- 2000 - Otto Carlos Phol da Nóbrega, cestista brasiliano (n. 1931)
- 2000 - Maurice Owen, calciatore inglese (n. 1924)
- 2000 - Cliff Sear, allenatore di calcio e calciatore gallese (n. 1936)
- 2000 - Ricci DJ, disc jockey e produttore discografico italiano (n. 1963)

## XXI secolo(116)
- 2001 - Ernst Baier, pattinatore artistico su ghiaccio tedesco (n. 1905)
- 2001 - Christl Haas, sciatrice alpina austriaca (n. 1943)
- 2001 - Arrigo Pintonello, arcivescovo cattolico italiano (n. 1908)
- 2002 - Ward Kimball, animatore statunitense (n. 1914)
- 2002 - Patativa do Assaré, poeta, scrittore e cantastorie brasiliano (n. 1909)
- 2002 - Earl Shannon, cestista statunitense (n. 1921)
- 2003 - Ladan e Laleh Bijani, iraniana (n. 1974)
- 2003 - Lewis A. Coser, sociologo statunitense (n. 1913)
- 2003 - Mario Pedini, politico italiano (n. 1918)
- 2004 - Paula Danziger, scrittrice statunitense (n. 1944)
- 2004 - Jaroslav Huleš, pilota motociclistico ceco (n. 1974)
- 2004 - Sunao Sato, giocatore di go giapponese (n. 1924)
- 2005 - Linda Moretti, attrice italiana (n. 1921)
- 2005 - Yun Deok-ju, dirigente sportiva sudcoreana (n. 1921)
- 2006 - June Allyson, attrice, cantante e ballerina statunitense (n. 1917)
- 2006 - Pjeter Arbnori, politico, scrittore e attivista albanese (n. 1935)
- 2006 - Sabine Dünser, cantante liechtensteinese (n. 1977)
- 2006 - Pier Maria Pasinetti, scrittore e giornalista italiano (n. 1913)
- 2006 - Federico Stella, giurista e avvocato italiano (n. 1935)
- 2006 - Dorothy Uhnak, scrittrice statunitense (n. 1930)
- 2007 - Chandra Shekhar, politico indiano (n. 1927)
- 2007 - Carlos Adriano de Jesus Soares, calciatore brasiliano (n. 1984)
- 2009 - Oddo Biasini, politico e partigiano italiano (n. 1917)
- 2009 - Giovanni Battista Bilo, poeta e librettista italiano (n. 1956)
- 2009 - Midnight, cantante statunitense (n. 1962)
- 2010 - Gianni Bertini, artista italiano (n. 1922)
- 2010 - David Blackwell, statistico statunitense (n. 1919)
- 2010 - Wilfrido Castro, cestista paraguaiano (n. 1942)
- 2010 - Donald Hawgood, canoista canadese (n. 1917)
- 2010 - Lelio Luttazzi, pianista, attore e cantante italiano (n. 1923)
- 2010 - Mel Turpin, cestista statunitense (n. 1960)
- 2011 - Karen Baburyan, politico karabakho (n. 1954)
- 2011 - Billy Blanco, cantante, musicista e compositore brasiliano (n. 1924)
- 2011 - Roberts Blossom, attore, regista teatrale e poeta statunitense (n. 1924)
- 2011 - Betty Ford, first lady statunitense (n. 1918)
- 2011 - Andrej Ivanovič Ladynin, regista sovietico (n. 1938)
- 2011 - George McAnthony, cantante italiano (n. 1966)
- 2012 - José Roberto Bertrami, cantante e pianista brasiliano (n. 1946)
- 2012 - Ernest Borgnine, attore e doppiatore statunitense (n. 1917)
- 2012 - Aleksandr Čumakov, calciatore sovietico (n. 1948)
- 2012 - Martin Pakledinaz, costumista statunitense (n. 1953)
- 2012 - Giuseppe Papponetti, critico letterario e filologo italiano (n. 1945)
- 2012 - Peter Sauer, cestista statunitense (n. 1976)
- 2012 - John Williams, giocatore di football americano statunitense (n. 1945)
- 2012 - Mohammad bin Sa'ud Al Sa'ud, principe, politico e imprenditore saudita (n. 1934)
- 2013 - Rossana Bossaglia, storica dell'arte e critica d'arte italiana (n. 1925)
- 2013 - David Hickson, allenatore di calcio e calciatore inglese (n. 1929)
- 2013 - Jacques Chaumelle, paroliere, sceneggiatore e attore francese (n. 1931)
- 2013 - Nadežda Vasil'evna Popova, militare sovietica (n. 1921)
- 2013 - Claudiney Ramos, calciatore brasiliano (n. 1980)
- 2013 - Giancarlo Sangregorio, scultore italiano (n. 1925)
- 2013 - Sabawi Ibrahim al-Tikriti, agente segreto iracheno (n. 1947)
- 2014 - Vanna Bonta, romanziera, poetessa e attrice statunitense (n. 1958)
- 2014 - Aldo Cremonini, politico e avvocato italiano (n. 1923)
- 2014 - Elio Grani, calciatore italiano (n. 1930)
- 2014 - Howard Siler, bobbista statunitense (n. 1945)
- 2014 - Plínio Sampaio, politico brasiliano (n. 1930)
- 2015 - Flora Carosello, attrice e doppiatrice italiana (n. 1920)
- 2015 - Giacomo Costa, chimico italiano (n. 1922)
- 2015 - Irwin Keyes, attore e comico statunitense (n. 1952)
- 2015 - Arne Kotte, calciatore norvegese (n. 1935)
- 2015 - Mauro Maltinti, calciatore italiano (n. 1935)
- 2015 - Vladimir Matijević, calciatore jugoslavo (n. 1957)
- 2015 - Ken Stabler, giocatore di football americano statunitense (n. 1945)
- 2015 - James Tate, poeta statunitense (n. 1943)
- 2016 - Eros Baccalini, calciatore italiano (n. 1930)
- 2016 - Frank Dickens, fumettista, scrittore e sceneggiatore britannico (n. 1931)
- 2016 - Abdul Sattar Edhi, filantropo pakistano (n. 1928)
- 2016 - Ferdinando Falco, poeta e scrittore italiano (n. 1936)
- 2016 - William H. McNeill, storico e scrittore canadese (n. 1917)
- 2016 - Jacques Rouffio, regista e sceneggiatore francese (n. 1928)
- 2017 - Ettore Bertoni, calciatore italiano (n. 1922)
- 2017 - Nelsan Ellis, attore statunitense (n. 1977)
- 2017 - Jacob Gaina, rugbista a 15 neozelandese (n. 1975)
- 2017 - Carlos González Cabrera, calciatore messicano (n. 1935)
- 2017 - Elsa Martinelli, attrice e modella italiana (n. 1935)
- 2017 - Seiji Yokoyama, compositore e direttore d'orchestra giapponese (n. 1935)
- 2018 - Alan Gilzean, calciatore scozzese (n. 1938)
- 2018 - Tab Hunter, attore statunitense (n. 1931)
- 2018 - Alan Johnson, coreografo e regista statunitense (n. 1937)
- 2018 - Frank Ramsey, cestista e allenatore di pallacanestro statunitense (n. 1931)
- 2018 - Robert D. Ray, politico e avvocato statunitense (n. 1928)
- 2018 - Lonnie Shelton, cestista statunitense (n. 1955)
- 2018 - Carlo Vanzina, regista, produttore cinematografico e sceneggiatore italiano (n. 1951)
- 2019 - Richard Connor, tuffatore statunitense (n. 1934)
- 2019 - Vladimir Zlatoustovskij, regista sovietico (n. 1939)
- 2020 - Amadou Gon Coulibaly, politico ivoriano (n. 1959)
- 2020 - Norbert Hof, calciatore austriaco (n. 1944)
- 2020 - Jagdeep, attore indiano (n. 1939)
- 2020 - Finn Christian Jagge, sciatore alpino norvegese (n. 1966)
- 2020 - Panagiōtīs Manias, cestista e giocatore di bridge greco (n. 1932)
- 2020 - Wayne Mixson, politico statunitense (n. 1922)
- 2020 - Alex Pullin, snowboarder australiano (n. 1987)
- 2020 - Naya Rivera, attrice e cantante statunitense (n. 1987)
- 2020 - Flossie Wong-Staal, virologa e biologa cinese (n. 1946)
- 2020 - Jelko Yuresha, ballerino e coreografo croato (n. 1937)
- 2021 - Frederick Hawthorne, chimico statunitense (n. 1928)
- 2021 - Bryan Watson, hockeista su ghiaccio e allenatore di hockey su ghiaccio canadese (n. 1942)
- 2022 - Shinzō Abe, politico giapponese (n. 1954)
- 2022 - Marta Aura, attrice messicana (n. 1939)
- 2022 - Luis Echeverría, politico messicano (n. 1922)
- 2022 - Hugh Evans, arbitro di pallacanestro e cestista statunitense (n. 1940)
- 2022 - Gregory Itzin, attore statunitense (n. 1948)
- 2022 - Angel Lagdameo, arcivescovo cattolico filippino (n. 1940)
- 2022 - Junior Magli, cantante italiano (n. 1944)
- 2022 - Fernando Pinillo, cestista panamense (n. 1959)
- 2022 - Tony Sirico, attore e criminale statunitense (n. 1942)
- 2022 - Larry Storch, attore e doppiatore statunitense (n. 1923)
- 2022 - Philip Walker, calciatore inglese (n. 1954)
- 2022 - José Eduardo dos Santos, politico, ingegnere e generale angolano (n. 1942)
- 2023 - Nikolaj Alëchin, schermidore sovietico (n. 1954)
- 2023 - Luciano Rossi, cantautore italiano (n. 1945)
- 2023 - Elkin Fernando Álvarez Botero, vescovo cattolico colombiano (n. 1968)
- 2024 - Pierre Nguyễn Soạn, vescovo cattolico vietnamita (n. 1936)
- 2024 - Jógvan Sundstein, politico faroese (n. 1933)
- 2025 - Paulette Jiles, scrittrice e poetessa statunitense (n. 1943)

## Senza anno specificato(1)
- Giuditta di Polonia, nobile polacca